# Ntsu Mokhehle
Ntsu Mokhehle est un homme d'État lésothien né le 26 décembre 1918 à Teyateyaneng au Basutoland (aujourd’hui Lesotho) et mort le 6 janvier 1999 à Bloemfontein en Afrique du Sud. Il est Premier ministre du Lesotho du 2 avril 1993 au 17 août 1994 et du 14 septembre 1994 au 29 mai 1998.

## Biographie
Mokhehle est né le 26 décembre 1918 dans le petit village de Mokhehle, situé à quelques kilomètres de Teyateyaneng. Son père, Cicerone Mokhehle, était le chef du village et l'un des premiers inspecteurs d'école du Basotho,. Il a été admis à l'Université Fort Hare, Transkei en 1940, où il a étudié les sciences. Il a publié des articles dans le journal basocho Mochochonono et a par la suite participé à des activités de protestation qui l'ont conduit à son expulsion de l'université en 1942. Mokhehle a rejoint le Lekhotla la Bafo pendant son séjour au Lesotho. Il est retourné à l'Université Fort Hare en 1944 et a obtenu un diplôme de MSC en zoologie après avoir découvert plusieurs nouvelles espèces de parasites.
Il a rejoint le Congrès national africain en tant qu'étudiant à l'université de Fort Hare et a joué un rôle clé dans la formation de la Ligue de la jeunesse de l'ANC et est devenu membre agréé. De retour au Lesotho, il poursuit sa politique et fonde le parti du congrès du Basutoland (renommé parti du congrès du Basotho après l'indépendance en 1966) en 1952 et le dirige (son premier président) jusqu'en 1997, date à laquelle il démissionne et forme un nouveau parti politique, le Lesotho. Congrès pour la démocratie (LCD). Il a combattu la domination coloniale au Lesotho et exigé une plus grande autonomie. Il a également fondé les influents journaux politiques Mohlabani (The Warrior) et Makatolle. En 1954, il a été limogé de son poste d'enseignant au lycée Basutoland. Son parti, le parti du congrès, Basutoland, a remporté de nombreux sièges lors des premières élections tenues au Lesotho en 1960. Lors des élections de 1965, le parti du Congrès de Basutoland est arrivé en deuxième position après Basotho. Parti national de Leabua Jonathan. Après les élections de 1965, il forma une alliance infructueuse avec le roi Moshoeshoe II pour bloquer l'indépendance du Lesotho, à moins que de nouvelles élections générales aient lieu et que les chefs suprêmes obtiennent une plus grande autorité. L'alliance a pris fin lorsque le gouvernement a réprimé le rassemblement de Moshoeshoe II en décembre 1966 à Thaba Bosiu. En 1970, le parti du Congrès basotho a remporté les élections et le Premier ministre Leabua Jonathan a refusé de renoncer au pouvoir, a suspendu la constitution et déclaré l'état d'urgence. Il a pris le pouvoir par la force et beaucoup ont été emprisonnés sans procès pendant plus d'un an. Il était clair que Leabua était un anti-démocrate et il a régné à travers le canon de l'arme. En 1974, le parti du congrès Basotho a tenté en vain d’attaquer le pouvoir en attaquant des postes de police. Par la suite, de nombreuses personnes ont été arrêtées, tuées et le règne de la terreur perpétré par le chef Leabua s’est poursuivi. Ntsu Mokhehle a fui le Lesotho, s'est exilé et a résidé au Botswana, en Zambie et en Afrique du Sud. Pendant son exil, il a présidé à la création de l'Armée de libération du Lesotho et a travaillé secrètement avec les forces de sécurité sud-africaines pour déstabiliser le Lesotho.
Mokhehle a reçu un doctorat honorifique de l’Université Fort Hare en 1996 et de l’Université nationale du Lesotho en 1990.
Le dictateur Leabua Jonathan a été renversé par les militaires, ce qui a facilité son retour parmi d'autres en février 1989. Le parti du Congrès du Basutoland, de Ntsu Mokhehle, a remporté les élections de 1993 au terme d'élections jugées régulières par les observateurs internationaux et se soldèrent par la victoire de Ntsu Mokhehle et de son parti, le parti du Congrès du Basutoland,. Il a dirigé Basotho Parti du Congrès jusqu'en 1997, date à laquelle il a démissionné et formé un nouveau parti politique, le Congrès pour la démocratie du Lesotho (LCD). Fin janvier 1998, il n'avait pas assisté à une conférence sur le LCD en raison de son état de santé médiocre et ne cherchait pas à être réélu à la direction du parti, mais le parti l'avait réélu de toute façon. Après que Mokhehle eut insisté sur le fait qu'il ne pouvait plus diriger le parti, une nouvelle conférence eut lieu et le vice-Premier ministre, Pakalitha Mosisili, fut élu à la tête du parti le 21 février. Le LCD a remporté les élections législatives qui ont suivi et Mosisili a remplacé Mokhehle au poste de Premier ministre.
Mokhehle est décédé à Bloemfontein, Afrique du Sud, le 6 janvier 1999, âgé de 80 ans.